# Cheilosia montana
Cheilosia montana là một loài ruồi trong họ Ruồi giả ong (Syrphidae). Loài này được Egger mô tả khoa học đầu tiên năm 1860. Cheilosia montana phân bố ở vùng Cổ Bắc giới